# Huangdao
Huangdao är ett stadsdistrikt i Qingdao i Shandong-provinsen i norra Kina.